# Jens Weißgärber
Jens Weißgärber (* 12. Januar 1971 in Rudolstadt) war langjähriger Fußballtorwart beim FC Carl Zeiss Jena, für den er unter anderem zeitweise in der 2. Bundesliga spielte.
Weißgärber kam 1985 von Chemie Schwarza in die Nachwuchsabteilung des FC Carl Zeiss Jena. Von 1987 bis 1989 gehörte er zum Aufgebot der Juniorenoberliga-Mannschaft des FC Carl Zeiss und zur Saison 1989/90 wurde er in den Kader der DDR-Oberligamannschaft aufgenommen. Dort war der 1,89 m große Weißgärber zunächst dritter Torwart hinter Perry Bräutigam und Heiko Jobst. Zu diesem Zeitpunkt war er noch Feinmechaniker-Lehrling.
1989 wurde Weißgärber in die Fußballolympiaauswahl der DDR berufen, mit der er mehrere Testspiele bestritt. Noch vor Beginn der Qualifikationsspiele für Olympia 1992 wurde die Mannschaft im Zuge der deutschen Wiedervereinigung zurückgezogen.
In der Oberligamannschaft des FC Carl Zeiss debütierte Weißgärber am 19. Juli 1989 im Intertoto-Spiel FC Carl Zeiss – 1. FC Kaiserslautern (1:3). Auf sein erstes Meisterschaftsspiel musste er über drei Jahre warten, ehe er am 23. Oktober 1992 in der Begegnung der 19. Runde der 2. Bundesliga FC Carl Zeiss Jena – SV Darmstadt 98 (0:0) Perry Bräutigam ersetzen musste. Nach fünf Punktspieleinsätzen in der Regionalligasaison 1994/95 fiel Weißgärber zwischenzeitlich aus dem Kader der 1. Mannschaft heraus. Erst zum Ende der Saison 1997/98 wieder wurde er reaktiviert und bestritt im Mai und Juni 1998 weitere sechs Zweitligaspiele. 1998/99 musste der FC Carl Zeiss erneut in der Regionalliga spielen, Weißgärber kam in zwölf Punktspielen zum Einsatz. Am 31. August 1999 bestritt er sein letztes Pflichtspiel in Jena, es war das Pokalspiel FC Carl Zeiss – SpVgg Greuther Fürth (1:2). Am Ende der Spielzeit 1999/2000 beendete er seinen Vertrag bei den Zeiss-Städtern. Seit 1989 hatte er 31 Pflichtspiele absolviert, darunter sieben Spiele in der 2. Bundesliga sowie sechs DFB-Pokalspiele.
In der Saison 2000/2001 hütete Jens Weißgärber das Tor beim BSV Eintracht Sondershausen in der damals viertklassigen Oberliga Nordost. Nachdem sein Vertrag im Januar 2002 beendet worden war, schloss er sich nach einer kurzen Episode beim FC Thüringen Weida zum 1. Juli 2002 dem SV Blau-Weiß Niederpöllnitz an, für den er noch in der Saison 2010/11 in der siebtklassigen Thüringer Landesklasse aktiv war.